# Norðfjörður
Der Norðfjörður ist ein kleiner Fjord im Osten Islands. Er gehört zu den Ostfjorden.
Er ist der einzige der drei Fjorde im Norðfjarðarflói der bewohnt ist. An seinem Nordufer liegt die Stadt Neskaupstaður  mit 1469 Einwohnern (Stand: 1. Januar 2023).
Durch den Norðfjarðargöng ist der Fjord seit November 2017 gut über Straßen zu erreichen. Seit 1977 konnte man durch den Tunnel Oddsskarðsgöng (632 m) fahren. Und seit 1949 musste man über den Pass Oddsskarð (705 m). Davor war der Fjord nur auf dem Seeweg, zum Beispiel aus dem Viðfjörður zu erreichen.